# Urkmezli
Urkmezli är en ort i Azerbajdzjan.   Den ligger i distriktet Qazach, i den västra delen av landet, 400 km väster om huvudstaden Baku. Urkmezli ligger 476 meter över havet och antalet invånare är 1 061.
Terrängen runt Urkmezli är kuperad västerut, men österut är den platt. Terrängen runt Urkmezli sluttar österut. Närmaste större samhälle är Çaylı, 5,0 km nordost om Urkmezli.
Trakten runt Urkmezli består till största delen av jordbruksmark. Runt Urkmezli är det ganska tätbefolkat, med 72 invånare per kvadratkilometer.